# リヒテンシュタインの歴史

リヒテンシュタインの紋章

本項では、リヒテンシュタインの歴史（リヒテンシュタインのれきし）について述べる。現リヒテンシュタイン公国にあたる地域に政治実体が形成されるのは814年に下ラエティアが建国されたときだった。リヒテンシュタインの国境は1434年にライン川が神聖ローマ帝国とスイスのカントンの境界と定められてから、現代に至るまで変わらなかった。

## 古代
ローマ時代の道はリヒテンシュタインの地域を南北に横切り、シュプリューゲンパスでアルプス山脈を越え、ライン川右岸の氾濫原の端を通る。この時期には洪水が周期的にリヒテンシュタイン地域を襲ったため人がほとんど住めなかった。ローマ帝国の村はシャーンヴァルトとネンデルンで発掘されており、またシャーンにあるローマ時代後期の要塞跡がアレマン人の移住を示している。

## 中世

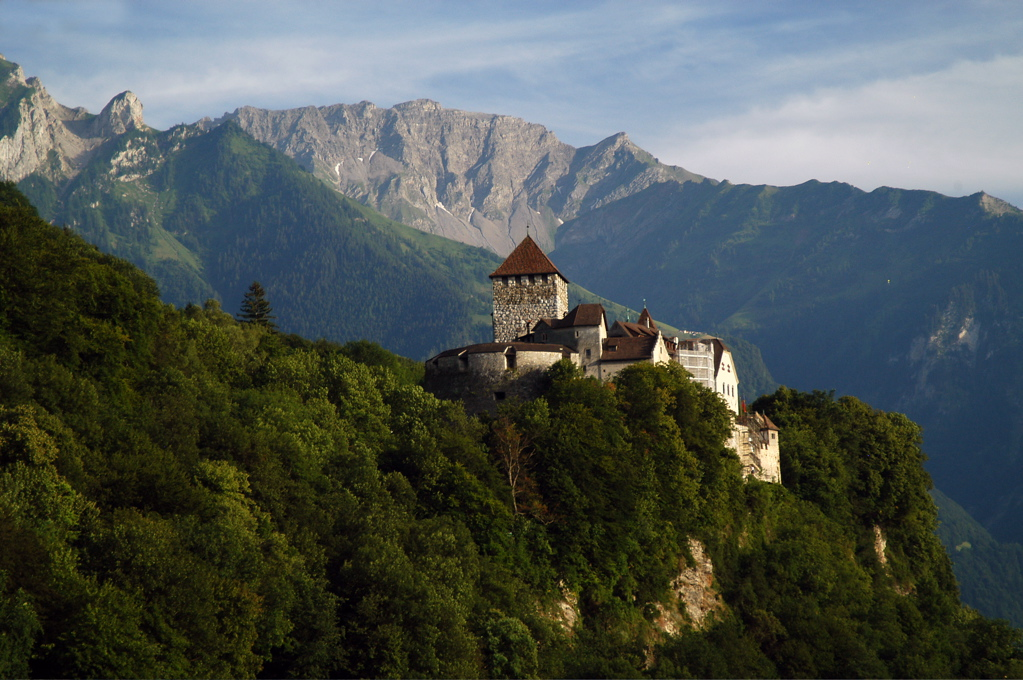
中世に創建されたファドゥーツ城、2004年撮影。

ラエティアの一部だったリヒテンシュタインは中世にカロリング帝国に組み込まれ、伯爵領に分割された。これらの伯爵領は世代が下るとともにさらに分割された。シュヴァーベン公国が1268年に公爵を失い、以降復活することがなかったため公国の封土は全て帝国直属になった（ハインリヒ獅子公が敗北した後、ザクセン公国が分割されその一部が解体されたときもヴェストファーレンで似たような状況になっていた）。1100年頃まで、リヒテンシュタイン地域で主に話された言語はロマンシュ語だったが、以降はドイツ語（上部ドイツ語）の使用が増え、また1300年にはヴァレーを起源とするヴァルザー人（アレマン系民族）がリヒテンシュタイン地域に移住してきた。リヒテンシュタインの山岳地帯であるトリーゼンベルクでは21世紀でもヴァルザー方言を話す住民が存在する。
1342年、モントフォート家のヴェルデンベルク伯領からファドゥーツ伯領が建国された。15世紀にはアッペンツェル戦争、旧スイス戦争、シュヴァーベン戦争という3度の戦争の被害に見舞われた。
リヒテンシュタインの国名の由来はリヒテンシュタイン家の家名であり、家名の由来は低地オーストリアのリヒテンシュタイン城である。リヒテンシュタイン家は1140年頃から13世紀まで、そして1807年以降にこの城を所有している。リヒテンシュタイン家は多くの構成員がハプスブルク家分家の顧問を務めていたため、数世紀にわたりモラヴィア、低地オーストリア、シュタイアーマルクで大領地を獲得した。

## 近世
1608年カール1世はフュルストに叙された。しかし神聖ローマ皇帝直属の封土がないために、帝国諸侯部会への参加権がなかった。
現リヒテンシュタインにあたる地域は1618年から1648年までの三十年戦争中にオーストリアとスウェーデン双方からの侵攻を受けた。同じく17世紀には疫病がリヒテンシュタインを襲った上、魔女狩りが行われて100人以上が追訴され、処刑された。
ヨハン・アダム・アンドレアス・フォン・リヒテンシュタインは1699年にシェレンベルク男爵領を、1712年にファドゥーツ伯領を購入した。シュヴァーベン公国が消滅して久しいためこれらの領地は皇帝直属であり、ヨハン・アダム・アンドレアスの目的であるライヒスフュルストの位を得るのに不可欠であった。1719年1月23日、神聖ローマ皇帝カール6世は勅令を発し、ファドゥーツとシェレンベルクを統合してリヒテンシュタイン公領（侯領）とし、リヒテンシュタイン家のアントン・フローリアン（ヨハン・アダム・アンドレアスは1712年に死去した）をリヒテンシュタイン公（侯）としてライヒスフュルストに叙した。

## 19世紀

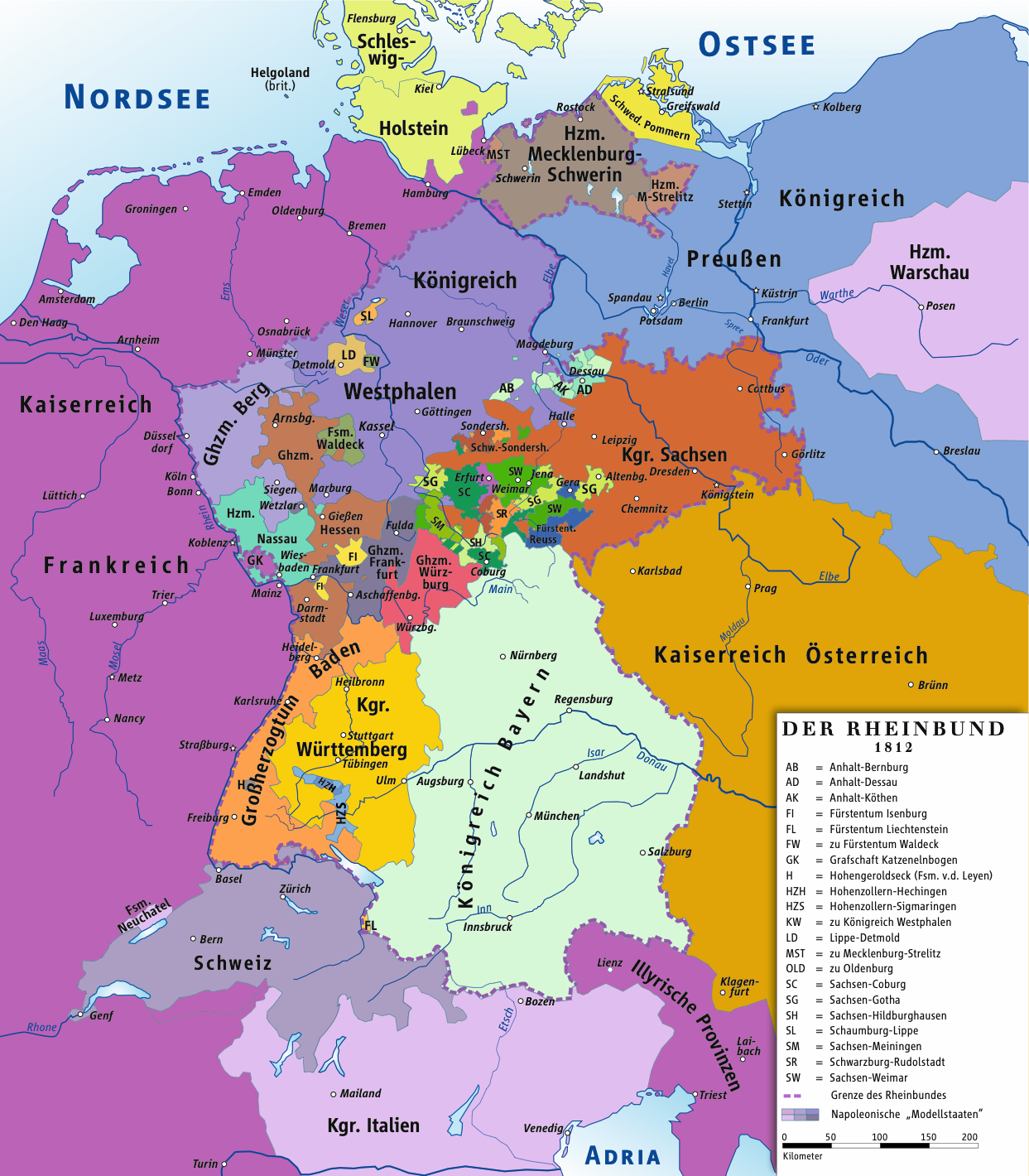
ライン同盟の地図

バイエルン王マクシミリアン1世がライン同盟参加の代償として要求した侯爵領と伯爵領にはリヒテンシュタインも含まれており、陪臣化の波がリヒテンシュタインをも呑み込むものと思われた。しかし、リヒテンシュタイン侯ヨーハン1世はプレスブルクの和約に繋がるフランス・オーストリア間の交渉でオーストリア代表を務めており、そのときの働きでナポレオン・ボナパルトの尊敬を勝ち取ったためナポレオンはリヒテンシュタインのバイエルンへの割譲を拒否した。同年、神聖ローマ帝国の消滅に伴いリヒテンシュタインが主権国家に昇格、ライン同盟にも加入した。
その後、リヒテンシュタインはフランスに数年間占領されたが、1815年には独立を維持した。直後にオーストリア皇帝主導のドイツ連邦（1815年6月20日 - 1866年8月24日）に参加した。
1818年、限定的ではあったがヨーハン1世が憲法を発布した。1862年に1862年リヒテンシュタイン憲法が発布され、人民の代表としての議会を定めた。また1852年にオーストリア帝国と関税同盟を締結した。
1866年の普墺戦争ではリヒテンシュタイン公ヨーハン2世が自国軍をドイツ連邦の管理下に置いたが、同じくドイツ人の軍と戦うことは拒否し、派遣軍の目的を「ドイツ領チロルの守備」に限定した。リヒテンシュタイン派遣軍はリヒテンシュタインから南のシュティルフサー峠に配置され、リヒテンシュタイン＝オーストリア国境をジュゼッペ・ガリバルディ率いるイタリアの軍勢から守った。リヒテンシュタイン本国には予備軍20人を残した。7月22日に戦争が終結すると、リヒテンシュタイン軍は帰国してファドゥーツで歓迎を受けた。この出来事に関する都市伝説では兵士80人が派遣されたにもかかわらず、帰ってくるときには81人になっていた、という説がある。この説によると、余った1人はオーストリア軍の連絡係で帰ってくるときにリヒテンシュタイン派遣軍に加入したという。
1866年にドイツ連邦が解体された後、リヒテンシュタインは1868年に80人で構成された軍を解散して永世中立国を宣言した。この宣言は2度の世界大戦でも守られた。

## 2度の世界大戦
リヒテンシュタインは第一次世界大戦に参加せず、中立を宣言した。しかし、リヒテンシュタインが終戦までオーストリア＝ハンガリー帝国と緊密な関係を保ったため、連合国はリヒテンシュタインへの禁輸を実施した。経済で大打撃を受けたリヒテンシュタインは1919年にオーストリアとの関税同盟を解消、1923年にスイスと関税同盟と通貨同盟を締結することに踏み切った。1919年、リヒテンシュタインはスイスと条約を締結、スイスが外交代表を派遣していて、リヒテンシュタインが派遣していない国との外交をスイスが管理することが決定された。また1921年には新憲法が発布された。
1938年春のアンシュルスによりオーストリアがナチス・ドイツに併合されると、既に84歳のリヒテンシュタイン公フランツ1世が退位して、姉ヘンリエッテの孫フランツ・ヨーゼフ2世に譲位した。表向きの理由は老齢だったが、ドイツが侵攻してきた場合にリヒテンシュタイン公に留まりたくなかったことが本当の理由であると信じられた。1929年にフランツ1世と結婚したエリーザベト・フォン・グートマンはウィーン出身で裕福なユダヤ人であり、リヒテンシュタインのナチス支持者は反ユダヤ主義の立場からグートマンを問題視した。ナチスへのシンパ運動は国家統一党内で長年の間燻っており、またナチス政党であるリヒテンシュタインのドイツ国民運動も設立されていた。
リヒテンシュタインは第二次世界大戦で再び中立を維持したが、リヒテンシュタイン家の資産は安全を確保すべくリヒテンシュタイン本国とロンドンに移された。しかし、戦後にはチェコスロバキアとポーランドはリヒテンシュタイン家が1938年までウィーンに居住したことを理由としてその資産をドイツの所有物と見なし、ボヘミア、モラヴィア、シレジアにある世襲領土や資産を没収した。これによりリヒテンシュタイン家は幾つかの居城と宮殿、1,600平方キロメートル以上の農地や森を奪われた。さらに、リヒテンシュタイン国民は冷戦中にはチェコスロバキアへの入国を禁止された。

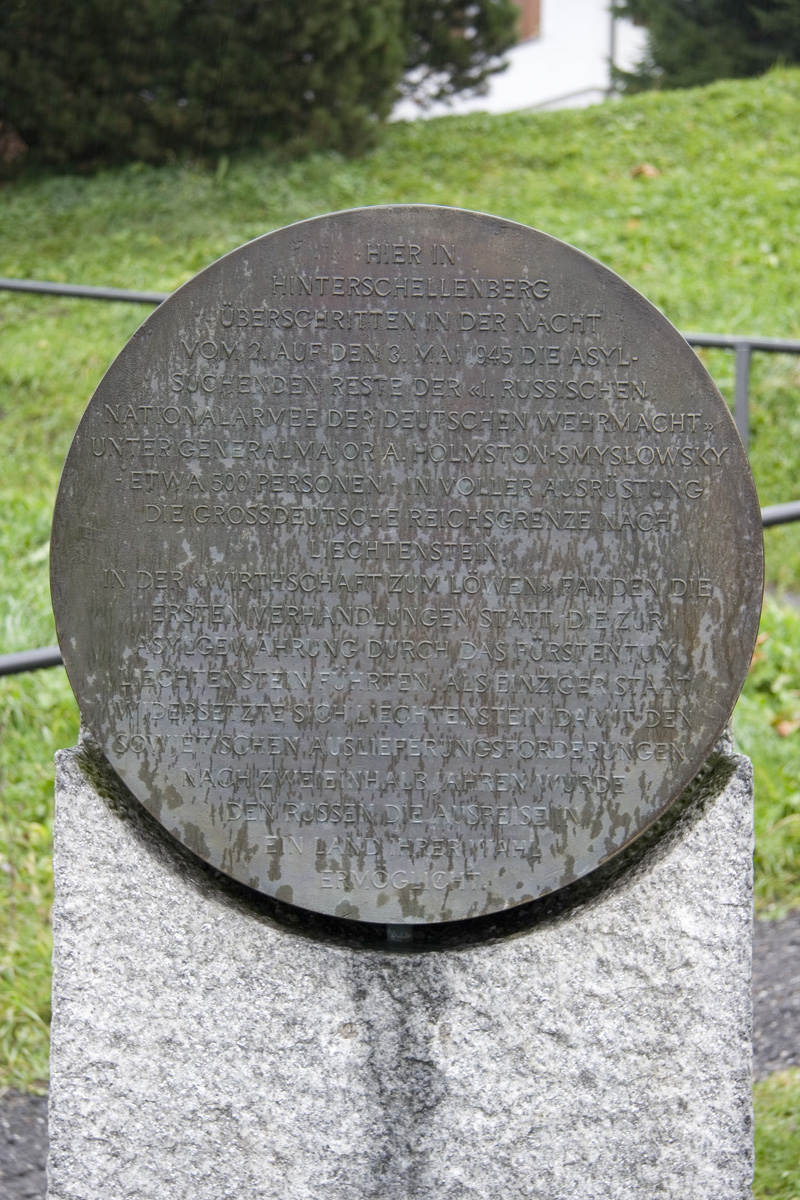
ヒンターシェレンベルクにあるロシア記念碑、2006年撮影。

第二次世界大戦末期、リヒテンシュタインはドイツ国防軍に協力していた第一ロシア国民軍の兵士約500人を庇護した。このことは国境地帯のヒンターシェレンベルクにあるロシア記念碑で記念されている。当時のリヒテンシュタインは貧しく、500人という大人数を受け入れることは困難を極めたが、やがてアルゼンチンが彼らの永住を受け入れた。一方、イギリスはドイツ側で戦ったロシア人をキールホール作戦でソビエト連邦に送り返し、ソ連で裏切り者として扱われた彼らは多くが家族ともども処刑された。
フランツ・ヨーゼフ2世はリヒテンシュタインに永住した初のリヒテンシュタイン公である。

## 戦後の時代
戦後のリヒテンシュタインは経済状況が酷く、リヒテンシュタイン家が所有していた芸術品を度々売りに出す羽目となった。例えば、1967年にはレオナルド・ダ・ヴィンチのジネーヴラ・デ・ベンチの肖像がアメリカ合衆国のナショナル・ギャラリー・オブ・アートに売却された。その後の数十年は法人税の低さが原因となり多くの会社がリヒテンシュタインに移転、リヒテンシュタインは金融センターとして発展し、経済が大きく好転した。
1989年にハンス・アダム2世が即位した後、1996年にはロシア連邦がリヒテンシュタイン家の文書集を返還、両国間の長きにわたる紛争を解決した。国際組織では1975年に欧州安全保障協力機構に加盟を果たし、続いて1978年には欧州評議会に加入した。ハンス・アダム2世の治世では1990年に国際連合加盟を、1991年に欧州自由貿易連合加盟を、1995年に欧州経済領域と世界貿易機関加盟を果たした。
議会では1938年から1997年まで祖国連合と進歩市民党の連立政権が続いた。

## 21世紀のリヒテンシュタイン

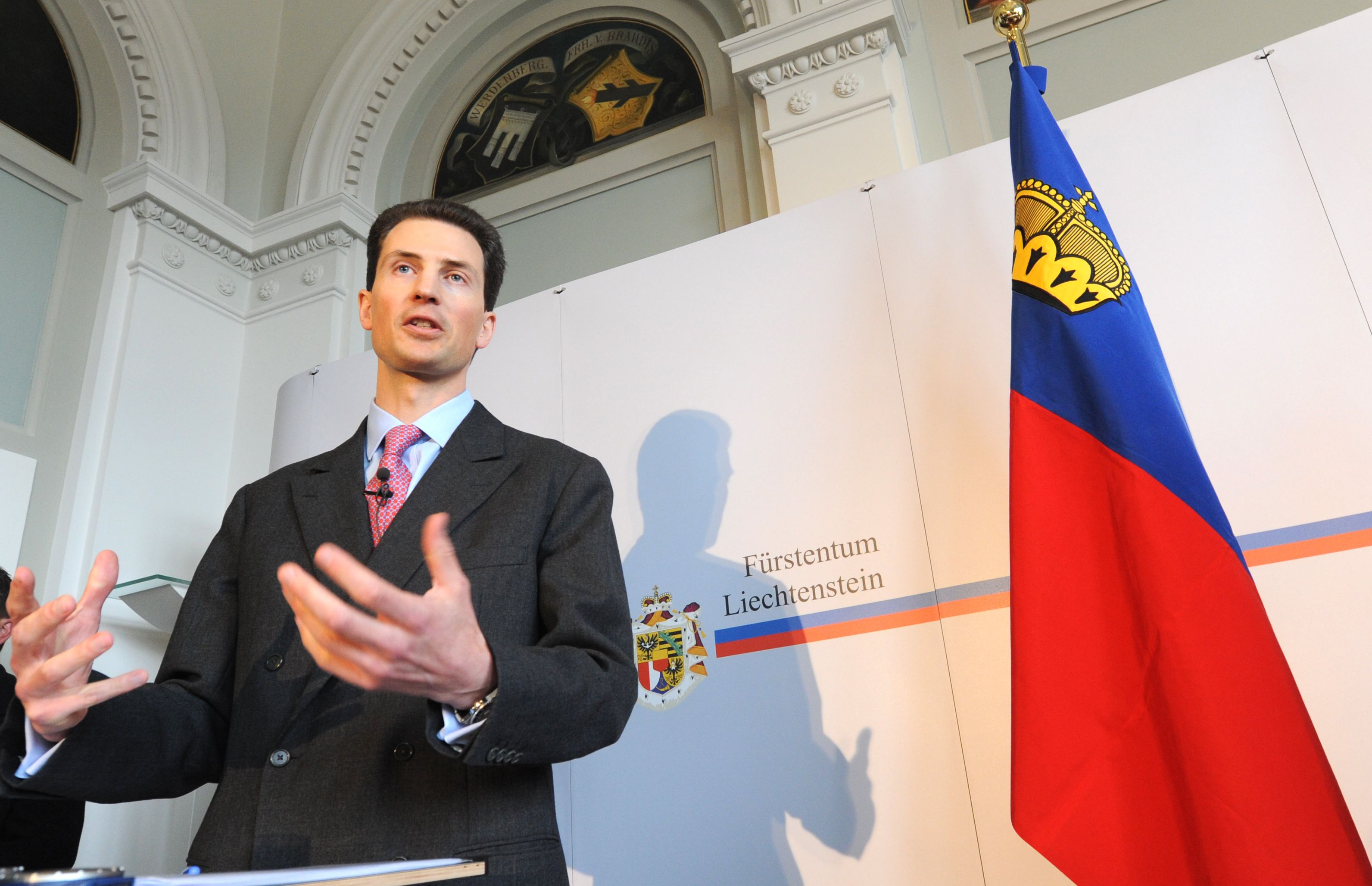
アロイス公子、2009年撮影。

2003年3月16日の国民投票では憲法改正が議題となった。この改正ではリヒテンシュタイン公に政府解散、裁判官指名への裁可権を与え、6か月間署名を拒否された法案の廃案が定められた。ハンス・アダム2世は敗北した場合には出国すると脅し、結果は64.3%が賛成して憲法が改正された。
2003年8月15日、ハンス・アダム2世は1年後に公務から身を引いてアロイス公子に統治権を譲ることを宣言した。2004年8月には宣言通りにアロイスを摂政に任命した。
2007年7月1日、リヒテンシュタイン史上初の在外領事であるアメリカ合衆国駐在リヒテンシュタイン領事が委任された。